# روني تود
روني تود (بالإنجليزية: Ronald Todd)‏ (4 أكتوبر 1935 في المملكة المتحدة - ) هو لاعب كرة قدم بريطاني في مركز نصف الجناح. لعب مع نادي تشيلمسفورد وأكرينجتون ستانلي ‏.